# هايني زيمرمان
هايني زيمرمان (بالإنجليزية: Heinie Zimmerman)‏ هو لاعب كرة قاعدة أمريكي، ولد في 9 فبراير 1887 في نيويورك في الولايات المتحدة، وتوفي بنفس المكان في 14 مارس 1969.

## وصلات خارجية
- هايني زيمرمان على موقعبيزبول رفرنس.كوم (الدوري الرئيسي) (الإنجليزية)
- هايني زيمرمان على موقعبيزبول رفرنس.كوم (الدوري الثانوي) (الإنجليزية)
- هايني زيمرمان على موقع جمعية أبحاث البيسبول الأمريكية (الإنجليزية)